# Cleveland Press
Le Cleveland Press est un quotidien fondé à Cleveland dans l'État de l'Ohio, qui est paru du 2 novembre 1878 au 17 juin 1982. 

## Histoire
Le Cleveland Press est fondé par Edward Willis Scripps sous le nom de Penny Press en 1878, puis renommé The Press en 1884, et devient en 1889 le Cleveland Press. Dès ses débuts, c'est le navire amiral du groupe de presse fondé par Edward Willis Scripps, au même titre que leur autre quotidien de la région des Grands Lacs, The Detroit News.
Au début du XXe siècle, il devient le journal le plus lu de la ville et dépasse les 200 000 exemplaires quotidiens vendus à partir des années 1920. De 1928 à 1966, il a pour éditeur Louis B. Seltzer. Lors du procès du docteur Sam Sheppard accusé en 1954 du meurtre de sa femme Marilyn, le Cleveland Press sera accusé d'avoir pris le rôle de la justice, dans une affaire d'erreur judiciaire, qui est ensuite rejugée, permettant l'acquittement en 1966 du principal accusé.
Le journal avait entre-temps fusionné avec un autre quotidien de la ville, le Cleveland News, racheté en janvier 1960 par son actionnaire l'Empire de presse Scripps-Howard. Son tirage est dépassé par celui d'un autre rival, The Plain Dealer dès 1968. L'Empire de presse Scripps-Howard le revend peu après, en 1980, à un homme d'affaires de Cleveland, Joseph E. Cole, qui lance une édition du matin le 22 mars 1982 mais doit fermer le journal trois mois après.